# The Spirit of the USA
The Spirit of the USA er en amerikansk stumfilm fra 1924 instrueret af Emory Johnson.

## Medvirkende
- Johnnie Walker som Johnnie Gains
- Mary Carr som Mary Gains
- Carl Stockdale som Thomas Gains
- Mark Fenton som John J. Burrows
- William S. Hooser som Otto Schultz
- Gloria Grey som Gretchen Schultz
- Rosemary Cooper som Zelda Burrows